# Lövbergstjärnen, Västerbotten
Lövbergstjärnen är en sjö i Vännäs kommun i Västerbotten och ingår i Umeälvens huvudavrinningsområde. Sjön har en area på 0,0604 kvadratkilometer och ligger 214,3 meter över havet.

## Delavrinningsområde
Lövbergstjärnen ingår i det delavrinningsområde (709143-168599) som SMHI kallar för Inloppet i Pengsjön. Medelhöjden är 183 meter över havet och ytan är 13,64 kvadratkilometer. Räknas de 5 avrinningsområdena uppströms in blir den ackumulerade arean 59,9 kvadratkilometer. Pengån (Storbäcken) som avvattnar avrinningsområdet har biflödesordning 2, vilket innebär att vattnet flödar genom totalt 2 vattendrag innan det når havet efter 64 kilometer. Avrinningsområdet består mestadels av skog (82 procent). Avrinningsområdet har 0,06 kvadratkilometer vattenytor vilket ger det en sjöprocent på 0,5 procent.